# Redacted
Redacted és una pel·lícula de guerra estatunidenca del 2007 escrita i dirigida per Brian De Palma. Es tracta d'una dramatització fictícia, basada en els assassinats a Al-Mahmudiyah, quan l'soldats dels Estats Units van violar una noia iraquiana i la van assassinar juntament amb la seva família. Aquesta pel·lícula, que és una peça acompanyant d'una pel·lícula anterior de De Palma, Cors de ferro (1989), es va rodar a Jordània.
Redacted es va estrenar al Festival de Cinema de Venècia de 2007, on va guanyar un Lleó de Plata al millor director. També es va mostrar al Festival Internacional de Cinema de Toronto, el Festival de Cinema de Nova York i al Buenos Aires Festival Internacional de Cinema Independent. La pel·lícula es va estrenar a Espanya, i a quinze sales en estrena limitada als Estats Units el 16 de novembre de 2007. La pel·lícula va rebre reaccions contradictòries de la crítica i una mala resposta financera en el seu llançament limitat als Estats Units.

## Argument
L'abril de 2006, el soldat de primera classe Angel Salazar (Izzy Diaz), un jove soldat de l'Exèrcit dels Estats Units que serveix a la Guerra de l'Iraq, és un aspirant a cineasta que es va allistar a l'exèrcit dels Estats Units per ajudar-lo. va entrar a l'escola de cinema, després del rebuig de la seva sol·licitud a la University of Southern California. Salazar, amb seu al campament "The Oven" Carolina, prop de Samarra, Iraq, està utilitzant la seva càmera de vídeo per gravar un documental amateur, Tell Me No Lies, sobre el seu desplegament a Samarra, per presentar-lo a una escola de cinema escollida com a part de l'admissió. Mentrestant, un equip de documentalistes francès està rodant un documental anomenat Barrage mentre estan integrats amb l'esquadra de Salazar.
L'equip de documentals francès filma els soldats que fan les seves tasques rutinàries mentre dirigeixen un punt de control aleatori com a part del seu desplegament a l'Iraq, per ajudar a reduir l'activitat dels insurgents. Els soldats es passen el dia buscant cotxes al punt de control. Un dia, el documental francès grava en vídeo un incident en què el soldat de primera classe Reno Flake (Patrick Carroll), mentre manejava una màquina Metralladora M2 muntada en un Humvee, dispara contra un cotxe a gran velocitat que intenta passar pel punt de control. Una passatgera embarassada del cotxe rep un tret i el seu germà la trasllada d'urgència a l'hospital, i després mor. Més tard es revela que el germà, el conductor del cotxe, simplement intentava portar la seva germana embarassada a l'hospital, ja que estava de part, i va malinterpretar les ordres dels soldats d'aturar-se, creient que li deien que podia continuar.
De tornada al Camp Carolina, Salazar, amb la càmera de vídeo en mà, li pregunta a Flake com s'ha sentit per matar una dona embarassada, i ell respon que no sentia "res", i que era com "eviscerar el bagre". Quan l'Especialista Lawyer McCoy (Rob Devaney), un soldat casat i amb estudis universitaris, està disgustat per aquesta resposta, Salazar i McCoy insisteixen més en el tema, i Flake ofereix una disculpa sarcàstica i burlona a Salazar. càmera de vídeo, gaudint de la protagonisme, la qual cosa inflama encara més la situació. El sergent Jim Vazquez (Mike Figueroa) desactiva la situació abans que se'l vagi de control, afirmant que, sota les regles d'enfrontament, les accions de Flake eren correctes.
Mentre feia una patrulla a peu, un dels soldats més experimentats, el sergent major Sweet, mor després de trepitjar un artefacte explosiu improvisat. Flake i el seu amic SPC B.B. Rush (Daniel Stewart Sherman) estan enfurismats per la mort de Sweet i volen venjar-se atacant uns iraquians. Durant un joc de pòker, Flake i Rush anuncien el seu pla d'anar a la casa d'una família iraquiana que havien escorcollat anteriorment, amb l'objectiu de violar una noia de 15 anys que és un dels membres de la família. Malgrat les objeccions de Blix i McCoy, Flake i Rush porten a terme el seu pla, amb Salazar i McCoy acompanyant-los; el primer per gravar l'incident i el segon amb l'esperança d'aturar-los.
McCoy intenta aturar el duet, però se li ordena sortir de casa a punta de pistola. Flake i Rush violen la noia mentre Salazar filma els esdeveniments amb una càmera de vídeo oculta muntada en un casc. Després, la noia i tota la seva família són assassinats i la noia és cremada. McCoy intenta explicar a Blix sobre la violació, quan Rush s'enfronta a tots dos i amenaça McCoy a punta de ganivet, exigint-li que no denunciï la violació. Després, McCoy està profundament pertorbat per la violació i els assassinats, i li explica l'incident al seu pare a través del xat web. El seu pare, citant les tortures a la presó d'Abu Ghraib, el demana que no denunciï l'incident, per por que la publicitat generada menyspreï internacionalment els Estats Units. Amb tot, McCoy ignora les objeccions del seu pare i informa de la violació, dirigint-se a la Divisió d'Investigació Criminal (CID) per informar-los dels crims i, posteriorment, l'entrevisten. Salazar també està pertorbat per les escenes que va gravar, i es reuneix amb un psicòleg de l'exèrcit per parlar del seu estat mental deteriorat.
Mentre estava ocupat fent un vídeo per a la seva mare durant una patrulla a peu, un Salazar preocupat és segrestat pels insurgents a punta de ganivet i expulsat en una furgoneta. Rush s'adona de la desaparició de Salazar i de la seva càmera, que va quedar enrere durant el segrest. Més tard, Salazar és decapitat viu pels insurgents i un vídeo del seu assassinat es penja a Internet. Abans de decapitar-lo, els insurgents afirmen que la seva decapitació era la venjança per la violació de Farah. El cadàver decapitat de Salazar és descobert per un home beduí i posteriorment recuperat pels soldats nord-americans. L'Exèrcit al·lega que la violació i l'assassinat van ser perpetrats per insurgents, però un familiar rebutja l'afirmació, afirmant que són de la mateixa secta que els suposats insurgents. Després que la història aparegui a la notícia, Flake i Rush són arrestats i interrogats pel CID i el duet va admetre presumptament les violacions en divagacions racistes.
L'octubre de 2006, després de tornar a casa de l'Iraq, McCoy es troba en un bar amb la seva dona quan els seus amics civils li demanen que els expliqui una "història de guerra". Ell els explica amb llàgrimes sobre la violació i els assassinats, abans de plorar als braços de la seva dona.

## Repartiment
- Zahra Alzubaidi com Farah, la víctima.
- Izzy Diaz com a PFC Angel "Sally" Salazar, EUA: 
 Un aspirant a cineasta que s'allista a l'exèrcit per ajudar-lo a entrar a l'escola de cinema. Amb la seva càmera de vídeo, decideix rodar una pel·lícula casolana sobre el seu desplegament a l'Iraq, per augmentar les seves possibilitats d'apuntar-se. Després que dos dels seus companys d‘escamot violin Farah, una adolescent iraquiana, i l'assassinin a ella i a la seva família, Salazar és segrestat pel Consell de la Shura dels Mujahidins i Al-Qaida a l'Iraq (AQI) mentre es gravava en vídeo en una patrulla a peu; posteriorment és decapitat per venjança. La seva mort té un efecte profund sobre l'advocat de l'SPC McCoy, fent-lo denunciar el crim al Comandament d'Investigació Criminal de l'Exèrcit dels Estats Units (CID), que va provocar la detenció de PFC Reno Flake i SPC B.B. Rush per la violació en grup i l'assassinat de Farrah i la seva família.
- Rob Devaney com a advocat de l'SPC McCoy, EUA: 
 Un soldat casat i amb formació universitària que es va allistar a l'exèrcit dels Estats Units, McCoy està molt disgustat per la conducta dels seus dos companys soldats, PFC Reno Flake i SPC B.B. Rush.
- Ty Jones com a MSG James Sweet, EUA: 
 Un suboficial sènior veterà dur en el seu tercer desplegament a l'Iraq; ajuda a mantenir sota control els seus companys soldats. Molt respectat pels seus homes, quan és assassinat per un IED mentre es trobava en una patrulla a peu, la unitat baixa ràpidament en espiral sense la presència del seu fort lideratge, provocant, sense voler, la violació en grup i l'assassinat de Farah i la seva família.
- Mike Figueroa com a SGT Jim "Sarge" Vazquez, EUA.
- Kel O'Neill com a PFC Gabe Blix, EUA: 
 Un soldat tranquil i reservat que passa el temps llegint llibres, sobretot, Cita a Samarra, de John O'Hara. Ell és el controlador K-9 de la unitat, a càrrec del seu gos olorador de bombes, Kevin.
- Daniel Stewart Sherman com a SPC B.B. Rush, EUA: 
 Un dels dos buscaraons de la unitat, passa el seu temps amb el seu millor amic, PFC Reno Flake. És el tirador de l'M249 SAW de l'equip.
- Patrick Carroll com a PFC Reno "Slowflake" Flake, EUA: 
Un dels dos buscaraons de la unitat, passa el seu temps amb el seu company en el crim, SPC B.B. Rush. Va ser nomenat pel seu pare, un àvid jugador, després de la ciutat de Reno (Nevada), ja que li agradava la ciutat. En Reno té un germà anomenat Vegas Flake, que va ser nomenat pel seu pare després de la ciutat de Las Vegas, Nevada, que també li agradava.
- Happy Anderson com a LTC Ford, EUA: 
Comandant de batalló de la unitat.

## Producció
La fotografia principal va començar a Jordània l'abril de 2007 i va acabar el maig de 2007.
Un avançament de la pel·lícula també va estar disponible per HDNet als sistemes d'entreteniment d'hotels LodgeNet seleccionats.

## Recepció

### Resposta crítica
Redacted ha rebut crítiques diverses. Gary Thompson va escriure a The Philadelphia Inquirer: "Una pel·lícula repulsiva, embrutada per una interpretació grotesca i una presentació inescrutable de Brian De Palma... Aquest grup "típic" de soldats conté almenys dos sociòpates que se’ls creuen els cables amb l'alcohol, la pornografia i la violència. He trobat que aquestes caracteritzacions no tenen sentit... Aquí, però, Redacted implica que les atrocitats es produeixen amb el suport tàcit o obert del poble estatunidenc tan ridícul". Variety va desestimar la pel·lícula afirmant: "Un "documental de ficció" molt sentit però dramàticament poc convincent, inspirat en la violació i els assassinats del març de 2006 per part de les tropes estatunidenques a Mahmoudiya, al sud de Bagdad, gairebé no té res nou a dir sobre la situació de l'Iraq". Phillip Martin a Arkansas Democrat-Gazette va anomenar la pel·lícula "maldestra, pesada i foscosament autogratificant", i va denunciar la pel·lícula com a "obscena aquesta imatge absolutament surrealista i falsa. És un crim de guerra d'ordre petit". Owen Gleiberman va escriure a Entertainment Weekly: "per què és Redacted una experiència tan atroç? Perquè el que passa dins d'aquests formats és massa fals per creure-ho. Els soldats no sonen com a soldats", i va concloure que la pel·lícula era "tan ingènua que és una vergonya." Joe Morgenstern va escriure a The Wall Street Journal: "Els americans estan retratats amb diferents graus d'odi, però no hi ha molta varietat a la pel·lícula. Tot és una aberració horrible." Kenneth Turan va escriure a The Los Angeles Times: "Segons qualsevol estàndard racional, aquesta pel·lícula és una mena d'embolic. Fins i tot si estigueu d'acord amb la seva política, probablement plorareu per la ineptitud de tot plegat." Tim Robey a The Telegraph va escriure: "Sigui quina sigui la vostra simpatia política, realment és una pel·lícula monstruosament dolenta a tots els nivells."
El juliol de Roger Ebert del Chicago Sun Times li va donar 3 estrelles i 1/2 (sobre 4), afirmant que "la pel·lícula és impactant, entristidora i frustrant". En una peça crítica sobre la representació de la guerra a Hollywood, el periodista John Pilger va descriure la pel·lícula com "admirable".
A l'agregador de ressenyes Rotten Tomatoes, la pel·lícula té una puntuació d'aprovació del 45% basada en 109 ressenyes, amb una puntuació mitjana de 5,29/10. El consens del lloc diu: "Malgrat l'obvi compromís de DePalma amb el material i la passió pels temes en qüestió, Redacted pateix de personatges estereotipats i d'un estil fals documental forçat". A Metacritic, la pel·lícula tenia una puntuació mitjana de 52 sobre 100, basada en 30 ressenyes. La revista de cinema francesa Cahiers du cinéma la va triar com la millor pel·lícula del 2008.

### Taquilla
Malgrat el seu pressupost modest, la pel·lícula va ser un desastre de taquilla. El cap de setmana de la seva estrena als Estats Units, la pel·lícula va ser vista per aproximadament 3.000 persones, amb només 25.628 dòlars recaptats. Brandon Gray, editor de Box Office Mojo, va dir que la baixa proporció per sala va fer que la pel·lícula fos un fracàs per a De Palma. The Daily Telegraph també va dir que l'estrena en cinemes havia "fracassat" als EUA El total brut als EUA només va ascendir a 65.388 dòlars. L'estrena internacional va afegir 716.053 $ per un total mundial de 781.441 $. El pressupost de la pel·lícula va ser de 5 milions de dòlars.

## Controvèrsies

### Relació amb l'incident de la vida real
De Palma ha estat criticat per no incloure que tots els soldats implicats en la massacre de Mahmudiyah de la vida real van ser processats per les violacions i assassinats perpetrats. La pel·lícula acaba amb una investigació oficial en curs, i no representa un procés ni una condemna. Kurt Loder va escriure el 2007 que "els cinc soldats implicats (en la violació i l'assassinat) van ser arrestats s i acusats, i tres han estat jutjats i sentenciats a 90, 100 i 110 anys de presó." A més, en el moment de l'estrena de la pel·lícula, el presumpte líder, PFC Steven Dale Green, estava sent jutjat. en una cort federal a Kentucky, i segons els informes s'enfronta a la pena de mort. Des d'aleshores, tots els procediments legals s'han completat.
Tot i això, De Palma ha assenyalat que la pel·lícula en si és de ficció; Els advocats de HDNet li van dir que no podia fer servir res real sobre l'esdeveniment veritable: el va haver de ficcionar i no se li va permetre referir-se a l'esdeveniment real de cap manera.

### Controvèrsia política
La pel·lícula ha atregut controvèrsia política, amb afirmacions que, tot i que la pel·lícula es basa en un esdeveniment real, retrata els soldats estatunidencs d'una manera molt negativa, i ha contribuït al sentiment antiamericà a l'Iraq i a altres llocs; per exemple, els assassinats d'Arid Uka (vegeu més avall). Llocs com "boycottredacted.com" han acusat Brian De Palma i el productor Mark Cuban de traïció, i han demanat que el públic en general eviti veure la pel·lícula. El republicà Duncan Hunter, membre de classificació del Comitè de Serveis Armats de la Casa es va queixar en una carta al president de la Motion Picture Association of America que la pel·lícula "retrata el personal de servei estatunidenc a l'Iraq com a inadaptats i criminals incontrolables" i "ignora els nombrosos actes d'heroisme realitzats pels nostres soldats, marines, aviadors i mariners a l'Iraq". De Palma ha afirmat que la pel·lícula ofereix un retrat realista de les tropes estatunidenques i de com "s'ha emblanquinat la presentació de les nostres tropes" pels mitjans de comunicació. Esperava que les seves imatges gràfiques suscitassin un debat públic sobre la conducta dels soldats estatunidencs.
El comentarista Bill O'Reilly va fer una crida a protestes de Redacted i contra Mark Cuban. O'Reilly afirma que la pel·lícula menysprea els soldats estatunidencs i pot incitar a la violència contra ells, i ha demanat als titulars d'entrades que portin rètols als partits dels Dallas Mavericks i a tots els cinemes que mostrin la pel·lícula, que diuen "Suport a les tropes". Mark Cuban va respondre dient: "La pel·lícula és totalment a favor de les tropes. L'heroi de la pel·lícula és un soldat que defensa el que és correcte davant l'adversitat... Crec que el concepte que l'enemic els veurà en aquestes pel·lícules i utilitzar-lo com a motivació és una tonteria total. No tenim plans de traduir aquestes pel·lícules a l'àrab o a altres idiomes de l'Orient Mitjà... És molt fàcil odiar, és molt difícil pensar en els seus propis mèrits. Qualsevol cosa que faci que la gent pensi sobre els problemes és una bona cosa." Cuban també va assenyalar que, a través del fons benèfic dels Fallen Patriots que va crear i finançar, s'han donat més de 2,5 milions de dòlars als soldats que ho necessitin. Va publicar un correu electrònic que va rebre d'un soldat ferit a l'Iraq, que va escriure: "[els iraquians] ja s'han format la seva opinió sobre nosaltres i molt poc que fem o diem els farà canviar d'opinió. Una pel·lícula, independentment del seu tema, no superarà els seus sentiments personals sobre coses com Abu-Ghraib, els actes criminals comentats a Redacted, les seves pors sobre la seguretat i els éssers estimats perduts".

### Reacció a la pel·lícula
Durant una conferència de premsa del Festival de Cinema de Nova York per la pel·lícula, De Palma va esmentar que Redacted està en si mateix rexporgat, a causa que el propietari de Magnolia Pictures, Mark Cuban. "estar pertorbat" per les imatges del fotomuntatge final. Una veu del públic va cridar "Això no és cert"; el ponent es va identificar com Eamonn Bowles, president de Magnolia Pictures. Més tard, el productor de la pel·lícula va aparèixer a l'escenari per explicar que les imatges es van treure no perquè fossin inquietants, sinó per la preocupació sobre la possibilitat que els familiars de les persones mortes que apareixien a les fotografies poguessin presentar demandes per angoixa emocional i similars. Magnolia, va dir, s'havia posat en "una posició legal insostenible" fent que la pel·lícula no fos assegurable.
En una entrevista realitzada l'endemà de l'enrenou a la roda de premsa, Cuban va dir: "No hi ha manera d'incloure imatges de persones que han estat greument ferides o mutilades i assassinades quan existeix la possibilitat que les seves famílies puguin veure'ls sense saber-ho. imatges i reconèixer un ésser estimat". També va dir que Magnolia havia ofert a De Palma l'opció de tornar a comprar la pel·lícula a la distribuïdora per poder-la estrenar ell mateix i "absorbir el 100 per cent del risc", però que De Palma no va acceptar. De Palma va respondre: "Això no és cert. Mai em va oferir aquesta oportunitat, mai va respondre a les meves trucades telefòniques."

### Matança d'aviadors nord-americans a Frankfurt del 2011
El 2 de març de 2011, un home va matar a dos aviadors estatunidencs a l'aeroport de Frankfurt, Alemanya, i va ferir dos més, mutilant-ne un. El sospitós va ser identificat com un home de 21 anys, Arid Uka, un ciutadà alemany d'origen albanès, que havia treballat a l'aeroport. Uka va afirmar que va disparar a l'aviador a causa d'un vídeo de YouTube que suposadament mostrava soldats de l'Exèrcit dels Estats Units violant una noia, però que era un clip de Redacted. En una confessió, Uka va declarar que va disparar als aviadors estatunidencs perquè creia que cometrerien violacions addicionals en funció del que havia representat el vídeo de Redacted.